# Swadesh-lista
A Swadesh-lista Morris Swadesh amerikai nyelvész által, az 1940-es és 1950-es években alkotott szójegyzék, ami a történeti-összehasonlító nyelvészetben használatos. Swadesh arra törekedett, hogy listája olyan alapszókincset tartalmazzon, amely minél több nyelvben megtalálható, és ugyanakkor a természeti és a kulturális környezettől minél függetlenebb legyen. Előbb 225 szót tartalmazó listát alkotott, később a szavak számát 215-re, majd 200-ra, és végül 100-ra csökkentette le. Gyakran használatos egy 207 szavas lista. Ez a 200-asból áll, amelyhez hozzáadtak hét, a 100-asban jelen levő, de a 200-asban nem szereplő szót.
Swadesh három céllal javasolta a listáját:
- hogy azonosítani lehessen bármelyik addig nem kutatott nyelv alapszókincsét
- hogy meg lehessen állapítani két adott nyelv rokonsági fokát
- hogy hozzávetőlegesen datálni lehessen bármely olyan nyelvet, amelyből más nyelvek eredtek

## A Swadesh-lista megalkotása
Swadesh sok nyelvet tanulmányozott, főleg húsz kanadai, USA-beli és mexikói indián nyelvet. Mivel arra kényszerült, hogy már majdnem kihalt nyelveket kutasson korlátozott eszközökkel, szükségét érezte egy sztenderd módszernek, amellyel a nyelvek közötti rokonságra vonatkozó lényeges adatokat gyűjtsön. Ezzel a céllal az alábbi posztulátum szerint alkotott szójegyzéket.
Bár minden nyelvből tűnnek el szavak, amiket helyettesítenek az idő során, a szókészlet egyes részei kevésbé vannak kitéve változásnak, mint más részei. Ezért meg lehet határozni egy alapszókincset, amely a szókészlet legellenállóbb részét képezi a változásokkal szemben. Ez a szókincs olyan fogalmakat hordoz, amelyeket minden nyelvben kifejeznek. A névmások, a számnevek, egyes melléknevek („nagy”, „kicsi”, „hosszú”, „rövid”), egyes rokonsági fokokat („anya”, „apa”), testrészeket („szem”, „fül”, „fej”), természeti eseményeket és tárgyakat („eső”, „kő”, „csillag”), elementáris állapotokat és cselekvéseket („lát”, „hall”, „jön”, „ad”) megnevező szavak kevésbé vannak kitéve annak, hogy jövevényszavak helyettesítsék őket. Például az angol nyelv általános szókészletének 50%-a jövevényszavakból áll, de ez az arány 6%-ra csökken, ha az alapszókincsről van szó. A 100 szavas Swadesh-listában csak egy szó nem tartozik az eredeti germán szókészlethez (a mountain ’hegy’, francia eredetű szó, ami a normannoknak köszönhető). Egy másik példa az albán nyelvé és a modern görögé. Az albán indo-európai eredetű szavainak 90%-át veszítette el, sokkal többet, mint a görög, de ha a 100 szavas Swadesh-listát tekintjük, az arány csaknem azonos a két nyelv esetében (25–26%).

## Két nyelv rokonsági fokának megállapítása
Swadesh felhasználta a listáját két adott nyelv hasonlósága, azaz rokonsági fokának felmérésére a lexikostatisztika mennyiségi módszere segítségével, ami a közös eredetű szavak arányával fejeződik ki. Minél nagyobb a két nyelv szókincse közötti hasonlóság, annál közelebb állnak egymáshoz genetikai szempontból, és annál rövidebb idő telt el a kettő szétválása óta. Swadesh szerint, ha két nyelv alapszókincse 70%-os arányban tartalmaz rokon szavakat, akkor úgy lehet tekinteni, hogy ugyanabból a nyelvből származnak. Ha ez az arány meghaladja a 90%-ot, akkor a két nyelv közeli rokon.

## A Swadesh-lista nyelvek datálására való alkalmazása (glottokronológia)
A glottokronológiában Swadesh abból a posztulátumból indult ki, hogy a kezdeti alapszókincsből való veszteség rátája nagyjából nem változik, azaz ennek szavai gyakorlatilag változatlan ütemben tűnnek el és cserélődnek fel. Ugyanakkor a szókészlet többi részének esetében, amely szorosan kötődik kulturális tényezőkhöz, a veszteségi ráta a beszélők idegen kultúrákkal való kapcsolataik függvényében változik. E posztulátum miatt a Swadesh-féle nyelv-datálási módszert az őskori leletek, a szén 14-es izotópja radioaktív bomlása (melynek rátája változatlan) segítségével való datálásához hasonlították.
13 többségükben olyan indoeurópai nyelv tanulmányozása nyomán, amelyek hosszú történelmi időszakból rendelkeznek írásos emlékekkel, a 100 szavas Swadesh-lista alapján 1000 évre vonatkozó 86%-os megtartási rátát (azaz 14%-os veszteségi rátát) számítottak ki, amit állandónak tekintettek, és minden nyelvre általánosítottak.
A közös eredetű szavak százalékát és az alapszókincs 1000 éves megtartási rátáját számításba véve az alábbi képlet segítségével meg lehet határozni, bizonyos kiszámítható hibatoleranciával, azt az időtartamot, ami két nyelv ugyanazon nyelvből való kiválásától telt el:
{\displaystyle t={\frac {\log(c)}{2\log(r)}}}
ahol
- t: két nyelv ugyanazon nyelvből való kiválásától eltelt idő, 1000 évben
- c: a közös eredetű szavak százaléka
- r: a megtartási ráta (= 0,86)

Ha behelyettesítjük a megtartási rátát a logaritmusba, akkor ez a
{\displaystyle t={\frac {\log _{10}(c)}{-0{,}131}}}
formára egyszerűsödik.
Például, ha két nyelv alapszókincse 70%-os arányban rokon, akkor úgy lehet tekinteni, hogy egy 1200 évvel ezelőtt létező nyelvből fejlődtek ki.

## Kifogások a Swadesh-lista alkalmazása ellen
Kezdettől fogva vitatták a Swadesh-lista alkalmazását. A kifogások a következők:
- Az alapszókincs nem minden kultúrában egyenlően mentes a változásoktól. Például egy olyan természeti tárgy, mint a Nap elnevezése, a vallási szókincshez tartozhat, mint Délkelet-Ázsiában, és ezért más nyelvből vették át. Másrészt egyes alapszókincshez tartozó szavak tabuvá válhatnak, és ezért egy szomszédos nyelvből vett szavakkal helyettesítik, a tiltást egyensúlyozandó. Az alapszókincs nem független a beszélők szocio-kulturális státuszától sem. Például a dravida nyelvek alapszókincsében viszonylag számos szanszkrit eredetű jövevényszó van, annál több, amennyivel műveltebb a beszélő.[7]
- Egyes szavak nem találhatók meg minden nyelvben, a természeti környezet, például az éghajlat jellegzetességei miatt.[6] Így például a „hó” és a „jég” szavak hiányoznak a trópusokon élő népek nyelvéből. A 207 szavas Swadesh-listában olyan szavak is vannak, amelyek kulturális okokból nem találhatók minden nyelvben. Ezért maga Swadesh korlátozta listáját 100 szóra.
- Egy bizonyos nyelv bizonyos szavának nem egy szó, hanem több szó, vagy éppenséggel egy vagy több rag felel meg, amelyek között választani kell, és ez kérdésessé teszi a nyelvek összehasonlításának eredményét.[8]
- Nagyon valószínűtlen, hogy a megtartási ráta azonos minden nyelv és minden időszak esetében.[6] A beszélők csoportjának elszigeteltsége, társadalmi összetartásuk foka, esetleg bizonyos vallási vagy irodalmi normák betartása különös körülményeket teremthetnek, amik miatt a megtartási ráta elég sokat változhat.[9] Erre egy európai példa az izlandi nyelvé. Ennek rendkívüli a stabilitása, ami részben ellentmond Swadesh módszerének, megkérdőjelezve egyetemességét. Az izlandi nyelv veszteségi rátája 4%, miközben a norvég nyelvé 20%, bár a két nyelv genetikailag nagyon közel áll egymáshoz.[10]
- A rokon szavak azonosítása kérdéses. Amikor nagy földrajztudományi területen elterjedő, több száz nagyon hiányosan és csak nem régóta ismert nyelvre alkalmazzák a lexikostatisztikát, lehetetlen, nyersanyag hiányában, megállapítani a hangeltolódások törvényeit. Ezért nagyon nehéz kiszűrni a jövevényszavakat. Következésképpen a valóban rokon, tehát tényleg párhuzamosan örökölt szavak azonosítása problematikus.
- A rokon szavak azonosítása általában véve is bizonytalan.[9] Nagyon különböző szavak lehetnek közös eredetűek, mint például a francia chef (elsődleges értelme ’fej’) és az angol head ’fej’: mindkettő a *kauput-, *kaput- protoindoeurópai szótőre megy vissza.[11][12] Ellenkezőleg, egymásra hasonlító szavak nem mindig közös eredetűek, például a latin dies és az angol day (mindkettő jelentése ’nap’, mint időszak). A latin szó ugyanis a *dyḗws ’égbolt’ szóból fakad,[13] míg az angol a *dʰegʷh‑ ’égni’ tőből eredeztethető.[14] A felszíni hasonlóság másik példája a latin habere és a német haben ’birtokol’: a habere a *gʰh₁bʰ- ’elvenni’ tőből,[15] a haben viszont a *keh₂p- ’megragadni’ tőből származik.[16]

## A Swadesh-lista továbbfejlesztése
Ugyanabból az elvből kiindulva más nyelvészek is kidolgoztak alapszókincs-jegyzékeket, kiiktatva egyes szavakat a Swadesh-listából és belevéve egyéb szavakat és/vagy jelentéseket. Erre példa az a 114 jelentést tartalmazó lista, melyet egy, a Humán Tárgyak Orosz Állami Egyeteméhez tartozó csoport állított össze, és amely alapja egy Global Lexicostatistical Database (Globális lexikostatisztikai adatbázis) nevű projektnek (GLD). Egy másik adatbázis az Indo-European Lexical Cognacy Database (Indoeurópai rokon szavak adatbázisa) (IELex), amelyen egy, a nijmegeni (Hollandia) „Max Planck” Pszicholingvisztikai Intézethez tartozó csoport dolgozik Isidore Dyen nyelvész 200 szavas listáját fejlesztve tovább.

## A Swadesh-lista hasznossága
A kifogások ellenére általában elismerik, hogy a Swadesh-lista és a lexikostatisztika hasznos lehet a kezdeti alapfokú kutatásokban vagy olyan helyzetben, amikor a klasszikus összehasonlító módszerek vagy a belső rekonstruálás nem alkalmazható. Ez is volt egyébként Swadesh kiinduló ötlete.
Példa erre az a helyzet, amikor csak hiányos szókészletek állnak rendelkezésre, mint a nagyon nagy, viszonylag kevés ideje ismert nyelvcsoportok esetében. Ilyenek az ausztronéz nyelvek (kb. 1000) vagy az ausztráliai bennszülöttek nyelvei (kb. 250). Ilyen nyelvek esetében a Swadesh-lista segíthet a kezdeti csoportosításukban. Ez kiindulópontja lehet a tulajdonképpeni történeti kutatásnak és a csoportosítások és rekonstruálások folytatásának.

## A magyar nyelv Swadesh-listája
Egyes sorokban azért van két vagy több szó, mert vannak olyan angol szavak, melyeknek két vagy több magyar szó felel meg.

### A 100 szavas lista
1. én
2. te, ön
3. mi (személyes névmás)
4. ez
5. az
6. ki, aki
7. mi, ami
8. ne, nem
9. egész, minden
10. sok
11. egy
12. kettő
13. nagy
14. hosszú
15. kis, kicsi
16. nő
17. férfi
18. ember
19. hal
20. madár
21. kutya
22. tetű
23. fa (élő)
24. mag
25. (fa)levél
26. gyökér
27. (fa)kéreg
28. bőr
29. hús
30. vér
31. csont
32. zsír
33. tojás
34. szarv
35. farok
36. toll
37. haj
38. fej
39. fül
40. szem
41. orr
42. száj
43. fog (főnév)
44. nyelv
45. köröm
46. lábfej
47. térd
48. kéz
49. has
50. nyak
51. mell
52. szív
53. máj
54. iszik
55. eszik
56. harap
57. (meg)lát
58. (meg)hall
59. tud
60. alszik
61. (meg)hal
62. (meg)öl
63. úszik
64. repül
65. jár
66. (el)jön
67. fekszik
68. leül, ül
69. feláll, áll
70. ad
71. (meg)mond
72. Nap
73. Hold
74. csillag
75. víz
76. eső, esik
77. kő
78. homok
79. föld
80. felhő
81. füst
82. tűz
83. hamu
84. (el)ég
85. út
86. hegy (földrajzi fogalom)
87. piros, vörös
88. zöld
89. sárga
90. fehér
91. fekete
92. éj(szaka)
93. meleg
94. hideg
95. tele
96. új
97. jó
98. kerek
99. száraz
100. név

### A 207 szavas lista
A félkövér betűkkel szedett szavak a 100 szavas listában is megvannak.
1. én
2. te, ön
3. ő
4. mi
5. ti, önök
6. ők
7. ez
8. az
9. itt, ide
10. ott, oda
11. ki, aki
12. mi, ami
13. hol, ahol,
hova, ahova
14. mikor, amikor
15. hogy (kérdő), ahogy
16. ne, nem
17. egész, minden
18. sok
19. némely
20. kevés
21. más
22. egy
23. kettő
24. három
25. négy
26. öt
27. nagy
28. hosszú
29. bő, széles
30. vastag
31. nehéz
32. kis, kicsi
33. rövid
34. szűk, keskeny
35. vékony
36. nő
37. férfi
38. ember
39. gyerek
40. feleség
41. férj
42. anya
43. apa, atya
44. állat
45. hal
46. madár
47. kutya
48. tetű
49. kígyó
50. féreg
51. fa (élő)
52. erdő
53. bot
54. gyümölcs
55. mag
56. (fa)levél
57. gyökér
58. (fa)kéreg
59. virág
60. fű
61. kötél
62. bőr
63. hús
64. vér
65. csont
66. zsír
67. tojás
68. szarv
69. farok
70. toll
71. haj
72. fej
73. fül
74. szem
75. orr
76. száj
77. fog (főnév)
78. nyelv
79. köröm
80. lábfej
81. láb(szár)
82. térd
83. kéz
84. szárny
85. has
86. belek
87. nyak
88. hát
89. mell
90. szív
91. máj
92. iszik
93. eszik
94. harap
95. szopik
96. (le)köp
97. hány
98. fúj
99. lélegzik
100. nevet, kacag
101. (meg)lát
102. (meg)hall
103. tud
104. gondol, gondolkodik
105. (meg)szagol
106. fél
107. alszik
108. él
109. (meg)hal
110. (meg)öl
111. verekedik, harcol
112. vadászik
113. csap, (meg)üt
114. (el)vág
115. hasít
116. (le)szúr, (le)döf
117. kapar, vakar
118. ás
119. úszik
120. repül
121. jár
122. (el)jön
123. lefekszik, fekszik
124. leül, ül
125. feláll, áll
126. forog
127. esik
128. ad
129. fog (ige)
130. szorít
131. dörzsöl
132. (meg)mos
133. (meg)töröl
134. (meg)húz
135. (meg)tol
136. dob
137. (meg)köt
138. (meg)varr
139. (meg)számol
140. (meg)mond
141. (el)énekel
142. játszik
143. lebeg, úszik
144. folyik
145. megfagy, fagyaszt
146. (meg)dagad, (meg)duzzad
147. Nap
148. Hold
149. csillag
150. víz
151. eső
152. folyó
153. tó
154. tenger
155. só
156. kő
157. homok
158. por
159. föld
160. felhő
161. köd
162. ég
163. szél
164. hó
165. jég
166. füst
167. tűz
168. hamu
169. (el)ég
170. út
171. hegy (földrajzi fogalom)
172. piros, vörös
173. zöld
174. sárga
175. fehér
176. fekete
177. éj(szaka)
178. nap(pal)
179. év
180. meleg
181. hideg
182. tele
183. új
184. régi
185. jó
186. rossz
187. korhadt, rothadt
188. piszkos, koszos
189. egyenes
190. kerek
191. éles
192. tompa
193. sima
194. nedves
195. száraz
196. helyes
197. közeli, közel
198. messzi, messze
199. jobb (a „bal” ellentéte)
200. bal
201. -nál/-nél, -hoz/-hez/-höz
202. -ban/-ben, -ba/-be
203. -val/-vel
204. és
205. ha
206. mert
207. név

## További nyelvek
- A finn nyelv Swadesh-listája
- Az északi-számi nyelv Swadesh-listája
- Az udmurt nyelv Swadesh-listája
- A francia nyelv Swadesh-listája
- A horvát és a szerb nyelv Swadesh-listája
- A román nyelv Swadesh-listája
- A spanyol nyelv Swadesh-listája
- A svéd nyelv Swadesh-listája